# William C. Grimes

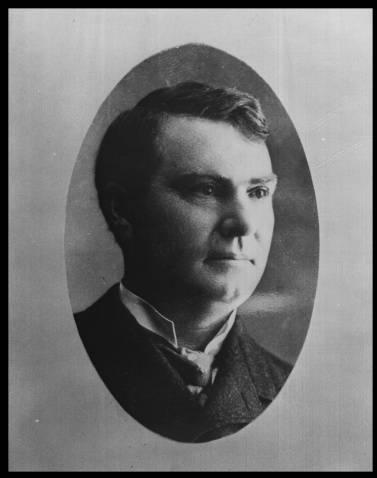
William C. Grimes

William C. Grimes, född 6 november 1857, död 8 april 1931, var en amerikansk politiker och affärsman. Han var guvernör i staten Oklahoma (då kallat territoriet Oklahoma) mellan 30 november 1901 och 9 december 1901.